# Musikpreis der Landeshauptstadt München
Der Musikpreis der Landeshauptstadt München  wurde seit 1992 zunächst alle zwei Jahre (à 15.000 DM), seit 2000 wird er alle drei Jahre und alternierend mit dem Theaterpreis und dem Tanzpreis der Landeshauptstadt München, vom Münchner Stadtrat verliehen.
Mit dem Musikpreis soll das herausragende Gesamtschaffen von Künstlern oder auch Ensembles ausgezeichnet werden, die dazu beigetragen haben, München als Musikstadt Geltung und Ansehen zu verschaffen. Diese müssen ihren Wohnsitz bzw. ihre Wirkungsstätte in der Stadt oder Region München haben oder deren Schaffen muss mit dem Musikleben Münchens eng verknüpft sein. Das Vorschlagsrecht liegt bei einer vom Stadtrat berufenen Kommission, bestehend aus Fachjuroren und Mitgliedern des ehrenamtlichen Stadtrats.
Die Auszeichnung ist mit 10.000 Euro dotiert.

## Preisträger
- 2024: Salome Kammer
- 2021: Jörg Widmann
- 2018: Eva Mair-Holmes
- 2015: Dusko Goykovich
- 2012: Jazzclub Unterfahrt
- 2009: Nikolaus Brass
- 2006: Brigitte Fassbaender
- 2003: Wilhelm Killmayer
- 2000: Münchener Kammerorchester
- 1998: Manfred Eicher
- 1996: Josef Anton Riedl
- 1994: Hans Stadlmair
- 1992: Klaus Doldinger